# Primera División de México 1951-52
La Temporada 1951-52 fue la edición IX del campeonato de liga de la Primera División en la denominada "época profesional" del fútbol mexicano; comenzó el 22 de julio y finalizó el 20 de diciembre.
El Club León alcanzó su tercer título, así como el Club Guadalajara su primer subcampeonato. Zacatepec debutó en el máximo circuito como el primer campeón de la Segunda División, sustituyendo al primer descendido de la historia, San Sebastián. Al final de la temporada Veracruz se convirtió en segundo equipo en descender, pero el primero que alguna vez había sido campeón de liga.

## Sistema de competencia
Los doce participantes disputan el campeonato bajo un sistema de liga, es decir, todos contra todos a visita recíproca; con un criterio de puntuación que otorga dos unidades por victoria, una por empate y cero por derrota. El campeón sería el club que al finalizar el torneo haya obtenido la mayor cantidad de puntos, y por ende se ubique en el primer lugar de la clasificación. 
En caso de concluir el certamen con dos equipos empatados en el primer lugar, se procedería a un partido de desempate entre ambos conjuntos en una cancha neutral predeterminada al inicio del torneo; de terminar en empate dicho duelo, se realizará uno extra, y de persistir la igualdad en este, se alargaría a la disputa de dos tiempos extras de 30 minutos cada uno, y posteriormente a un nuevo encuentro hasta que se produjera un ganador.
En caso de que el empate en el primer lugar fuese entre más de dos equipos, se realizaría una ronda de partidos entre los involucrados, con los mismos criterios de puntuación, declarando campeón a quien liderada esta fase al final.
El descenso a Segunda División corresponderá al equipo que acumulara la menor cantidad de puntos, y que por ende finalice en el último lugar de la clasificación. Al igual que el campeonato, para el descenso se contempló una serie de partidos extra en caso de empate en puntos de uno o más equipos.
Para el resto de las posiciones que no estaban involucradas con la disputa del título y el descenso, su ubicación, en caso de empate, se definía por medio del criterio de gol average o promedio de goles, y se calculaba dividiendo el número de goles anotados entre los recibidos.

## Equipos participantes

### Ascensos y descensos
| Pos | Ascendido de la Segunda División 1950-51 |
| --- | ---------------------------------------- |
| 1.º | Zacatepec                                |

| Pos  | Descendido en la Primera División 1950-51 |
| ---- | ----------------------------------------- |
| 12.º | San Sebastián                             |

### Equipos por entidad federativa
En la temporada 1951-1952 jugaron 12 equipos que se distribuían de la siguiente forma:
| Oro Atlas Guadalajara León Necaxa Puebla Veracruz América Atlante Marte Zacatepec Tampico | \| Entidad Federativa \| N.º \| Equipos \| \| ------------------ \| --- \| -------------------------------- \| \| Distrito Federal \| 4 \| América, Atlante, Marte y Necaxa \| \| Jalisco \| 3 \| Atlas, Oro y Guadalajara \| \| Morelos \| 1 \| Zacatepec \| \| Guanajuato \| 1 \| León \| \| Puebla \| 1 \| Puebla \| \| Tamaulipas \| 1 \| Tampico \| \| Veracruz \| 1 \| Veracruz \| |                                  |
| Entidad Federativa                                                                        | N.º | Equipos                          |
| Distrito Federal                                                                          | 4 | América, Atlante, Marte y Necaxa |
| Jalisco                                                                                   | 3 | Atlas, Oro y Guadalajara         |
| Morelos                                                                                   | 1 | Zacatepec                        |
| Guanajuato                                                                                | 1 | León                             |
| Puebla                                                                                    | 1 | Puebla                           |
| Tamaulipas                                                                                | 1 | Tampico                          |
| Veracruz                                                                                  | 1 | Veracruz                         |

### Información de los equipos participantes
| \| Equipo \| Sede \| Estadio \| En Primera desde... \| \| ----------------- \| -------------------- \| ---------------------------- \| ------------------- \| \| América (AME) \| Ciudad de México \| Ciudad de los Deportes \| 1943 \| \| Atlante (ATT) \| Ciudad de México \| Ciudad de los Deportes \| 1943 \| \| Atlas (ATL) \| Guadalajara, Jalisco \| Parque Oblatos \| 1943 \| \| Guadalajara (GDL) \| Guadalajara, Jalisco \| Parque Oblatos \| 1943 \| \| León (LEO) \| León, Guanajuato \| La Martinica \| 1944 \| \| Marte (MAR) \| Ciudad de México \| Ciudad de los Deportes \| 1943 \| \| Necaxa (NEC) \| Ciudad de México \| Ciudad de los Deportes \| 1950 \| \| Oro (ORO) \| Guadalajara, Jalisco \| Parque Oblatos \| 1944 \| \| Puebla (PUE) \| Puebla, Puebla \| Parque El Mirador \| 1944 \| \| Tampico (TAM) \| Tampico, Tamaulipas \| Tampico \| 1945 \| \| Veracruz (VER) \| Veracruz, Veracruz \| Parque Deportivo Veracruzano \| 1943 \| \| Zacatepec (ZAC) \| Zacatepec, Morelos \| Parque del Ingenio \| 1951 \| |                      |                              |                     |
| Equipo | Sede                 | Estadio                      | En Primera desde... |
| América (AME) | Ciudad de México     | Ciudad de los Deportes       | 1943                |
| Atlante (ATT) | Ciudad de México     | Ciudad de los Deportes       | 1943                |
| Atlas (ATL) | Guadalajara, Jalisco | Parque Oblatos               | 1943                |
| Guadalajara (GDL) | Guadalajara, Jalisco | Parque Oblatos               | 1943                |
| León (LEO) | León, Guanajuato     | La Martinica                 | 1944                |
| Marte (MAR) | Ciudad de México     | Ciudad de los Deportes       | 1943                |
| Necaxa (NEC) | Ciudad de México     | Ciudad de los Deportes       | 1950                |
| Oro (ORO) | Guadalajara, Jalisco | Parque Oblatos               | 1944                |
| Puebla (PUE) | Puebla, Puebla       | Parque El Mirador            | 1944                |
| Tampico (TAM) | Tampico, Tamaulipas  | Tampico                      | 1945                |
| Veracruz (VER) | Veracruz, Veracruz   | Parque Deportivo Veracruzano | 1943                |
| Zacatepec (ZAC) | Zacatepec, Morelos   | Parque del Ingenio           | 1951                |

## Clasificación final
| Pos. | Equipo      | Pts. | PJ | G  | E | P  | GF | GC | Dif. |                       |
| ---- | ----------- | ---- | -- | -- | - | -- | -- | -- | ---- | --------------------- |
| 1    | León (C)    | 31   | 22 | 11 | 9 | 2  | 37 | 20 | +17  | Campeón               |
| 2    | Guadalajara | 30   | 22 | 13 | 4 | 5  | 46 | 24 | +22  |                       |
| 3    | Atlas       | 26   | 22 | 9  | 8 | 5  | 37 | 28 | +9   |                       |
| 4    | Oro         | 25   | 22 | 8  | 9 | 5  | 50 | 40 | +10  |                       |
| 5    | Atlante     | 25   | 22 | 8  | 9 | 5  | 36 | 30 | +6   |                       |
| 6    | Tampico     | 23   | 22 | 9  | 5 | 8  | 43 | 37 | +6   |                       |
| 7    | Necaxa      | 22   | 22 | 8  | 6 | 8  | 33 | 38 | −5   |                       |
| 8    | Puebla      | 19   | 22 | 6  | 7 | 9  | 30 | 47 | −17  |                       |
| 9    | Zacatepec   | 18   | 22 | 7  | 4 | 11 | 40 | 41 | −1   |                       |
| 10   | Marte       | 18   | 22 | 6  | 6 | 10 | 44 | 49 | −5   |                       |
| 11   | América     | 15   | 22 | 4  | 7 | 11 | 32 | 49 | −17  |                       |
| 12   | Veracruz    | 12   | 22 | 3  | 6 | 13 | 22 | 54 | −32  | Descenso de categoría |

 Fuente: RSSSF

## Resultados
| Local \ Visitante | AME | ATT | ATL | GUA | LEO | MAR | NEC | ORO | PUE | TAM | VER | ZAC |
| ----------------- | --- | --- | --- | --- | --- | --- | --- | --- | --- | --- | --- | --- |
| América           | —   | 2–3 | 0–2 | 2–3 | 1–1 | 0–2 | 1–4 | 2–2 | 1–1 | 1–1 | 4–1 | 1–0 |
| Atlante           | 2–2 | —   | 2–3 | 1–2 | 0–1 | 5–3 | 0–0 | 2–2 | 3–1 | 1–0 | 1–1 | 2–2 |
| Atlas             | 1–0 | 1–1 | —   | 1–2 | 0–2 | 2–2 | 2–2 | 2–2 | 3–0 | 3–1 | 2–2 | 4–1 |
| Guadalajara       | 2–2 | 1–1 | 1–1 | —   | 0–1 | 5–3 | 0–1 | 2–1 | 5–0 | 4–2 | 5–0 | 3–1 |
| León              | 2–0 | 2–2 | 2–0 | 1–0 | —   | 2–1 | 2–2 | 5–0 | 1–1 | 2–2 | 0–1 | 3–1 |
| Marte             | 2–1 | 1–2 | 2–3 | 0–2 | 0–2 | —   | 2–2 | 1–4 | 3–3 | 4–1 | 5–0 | 1–1 |
| Necaxa            | 2–4 | 0–2 | 2–0 | 0–1 | 2–0 | 3–1 | —   | 1–2 | 3–0 | 3–2 | 2–2 | 0–3 |
| Oro               | 2–1 | 0–3 | 2–2 | 1–1 | 1–1 | 5–5 | 5–1 | —   | 4–0 | 1–2 | 0–0 | 3–0 |
| Puebla            | 4–1 | 2–0 | 1–1 | 1–0 | 1–1 | 1–2 | 0–0 | 2–6 | —   | 3–2 | 2–3 | 3–3 |
| Tampico           | 1–1 | 2–0 | 1–0 | 1–3 | 2–2 | 4–2 | 3–0 | 2–2 | 3–0 | —   | 4–1 | 3–0 |
| Veracruz          | 2–4 | 0–0 | 0–2 | 2–0 | 1–1 | 1–2 | 2–3 | 2–4 | 1–2 | 0–2 | —   | 0–1 |
| Zacatepec         | 2–1 | 2–3 | 0–2 | 1–4 | 2–3 | 0–0 | 4–0 | 3–1 | 1–2 | 4–2 | 8–0 | —   |

|                           |
| León Campeón 3.er título. |